# Überführungsflug
Der Überführungsflug (englisch ferry flight) ist in der Luftfahrt ein Leerflug, bei dem ein neues Flugzeug vom Hersteller oder ein gebrauchtes Flugzeug vom Voreigentümer oder Händler an den vorgesehenen Standort gebracht wird.

## Allgemeines
Er dient allein der Ortsveränderung des Flugzeugs und nicht dem Personen- oder Gütertransport. Da sich lediglich fliegendes Personal an Bord befindet, handelt es sich beim Überführungsflug um einen Leerflug. Überführungsflüge finden statt, wenn Flugzeuge zu ihren tatsächlichen Einsatzorten ohne Nutzlast geflogen werden müssen.

## Arten von Leerflügen
Die Gründe für Leerflüge sind meist technischer oder organisatorischer Natur, etwa weil ein anderes Flugzeug bei einem Umlauf unterwegs wegen eines technischen Defekts ausgefallen ist, die Reparatur umfangreich ist und die Passagiere oder Luftfracht abgeholt werden müssen.
| Art des Leerflugs   | Zweck |
| ------------------- | --- |
| Dead-Head-Flug      | die Beförderung fliegenden Personals als Passagiere von oder zu einem Einsatzort                                                      |
| Empty-Legs-Flug     | die Leerkapazität wird an einem anderen Standort benötigt                                                                             |
| Positionierungsflug | ein Flugzeug wird an den Standort der Nachfrage geflogen                                                                              |
| Überführungsflug    | ein neues oder gebrauchtes Flugzeug wird vom Hersteller oder Voreigentümer an den Erwerber, z. B. eine Fluggesellschaft, ausgeliefert |

Wirtschaftlich ist der Dead-Head-Flug kein Leerflug, denn es wird lediglich neben zahlenden Passagieren auch fliegendes Personal zu einem anderen Abflugort befördert. Neben dem Überführungsflug gehören noch der Empty-Legs-Flug und der Positionierungsflug zu den Leerflügen.

## Durchführung
Bei Neuflugzeugen erfolgt der Überführungsflug durch den Hersteller oder Käufer, bei gebrauchten durch den Voreigentümer oder Erwerber. Für transatlantische Überführungen werden bei kleineren Maschinen zur Erhöhung der Reichweite meist die Sitze aus- oder gar nicht erst eingebaut bzw. Zusatztanks montiert. Ohne Überführungsflug müsste das Flugzeug ansonsten zum Transport im Container zerlegt werden und nach der Ankunft beim Kunden aufwändig neu montiert und zertifiziert werden. Auch ein Flug zur und von der Wartung eines Flugzeugs auf einem anderen Flughafen ist ein Überführungsflug.